# Paul Diderichsen
Paul Diderichsen, född 16 augusti 1905 i Köpenhamn, död 9 oktober 1964, Köpenhamn, var en dansk språkvetare och professor. 
Diderichsen gav ut verket Elementær dansk grammatik år 1946. Han är mest känd för ha formulerat begreppet satsschema, som lämpar sig väl för syntaktisk analys av språk med fast ordföljd såsom de större nordiska språken. Den grundläggande idén är att satser har ett antal positionellt bestämda fält i relation till det finita verbet och att om satsdelarna flyttas från ett fält till ett annat transformeras satsen från huvudsats till bisats, från deklarativ sats till fråga, eller från obetonad sats till topikaliserad sats (som betonar något av satsdelarna särskilt). Teorin har fått förnyad aktualitet de senaste åren eftersom den kan användas för effektiv och enkel datoriserad syntaktisk analys.

## Utmärkelser
- Riddare av Dannebrogorden,  1956[2]

[Redigera Wikidata]